# Епархия Калемие-Кирунгу
Епархия Калемие-Кирунгу (лат. Dioecesis Kalemiensis-Kirunguensis) — епархия Римско-Католической Церкви с центром в городе Калемие, Демократическая Республика Конго. Епархия Калемие-Кирунгу входит в митрополию Лубумбаши. Кафедральным собором епархии Калемие-Кирунгу является церковь Христа Царя в городе Калемие.

## История
11 января 1887 года Святой Престол учредил апостольский викариат Калемие-Кирунгу.
10 ноября 1959 года апостольский викариат Калемие-Кирунгу был преобразован в епархию буллой Cum parvulum Римского Папы Иоанн XXIII.

## Ординарии епархии
- епископ Vittore Roelens, M.Afr. (1895 - 1941);
- епископ Urbain Etienne Morlion, M.Afr. (1941 - 1966);
- епископ Ioseph (Songolo) Mulolwa (1966 - 1978);
- епископ André Ilunga Kaseba (1979 - 1988);
- епископ Dominique Kimpinde Amando (1989 - 2010);
  - Sede vacante (2010-2015)
- епископ Christophe Amade, M.Afr. (с 31 марта 2015 года).